# La Baume
 La Baume  es una comuna y población de Francia, en la región de Auvernia-Ródano-Alpes, departamento de Alta Saboya, en el distrito de Thonon-les-Bains y cantón de Le Biot.
Su población en el censo de 2013 era de 278 habitantes.
Está integrada en la Communauté de communes du Haut-Chablais.

## Demografía
| 258 | 214 | 179 | 165 | 191 | 228 | 250 | 251 | 251 | 278 |
| Para los censos de 1962 a 1999 la población legal corresponde a la población sin duplicidades (Fuente: INSEE [Consultar]) |     |     |     |     |     |     |     |     |     |